# فرودگاه هاکیتیکا
فرودگاه هاکیتیکا (به انگلیسی: Hokitika Airport) یک فرودگاه همگانی با کد یاتا HKK است که یک باند فرود آسفالت دارد و طول باند آن ۱۳۱۴ متر است. این فرودگاه در کشور نیوزلند قرار دارد و در ارتفاع ۴۵ متری از سطح دریا واقع شده‌است.

## شرکت‌های هواپیمایی و مقصدهای پروازی
| شرکت‌های هواپیمایی                    | مقصدهای پروازی |
| ------------------------------------ | -------------- |
| ایر نیوزلند لینک اجرا توسط ایر نلسون | کرایست‌چرچ      |